# Walther Düvert
Walther Düvert (ur. 2 października 1893 w Görlitz, zm. 4 lutego 1972 w Düsseldorfie) – niemiecki wojskowy, generalleutnant. 30 listopada 1944 przeszedł w stan spoczynku.

## Odznaczenia
- Krzyż Rycerski Krzyża Żelaznego (1941)
- Krzyż Żelazny I i II klasy